# Frygische muts

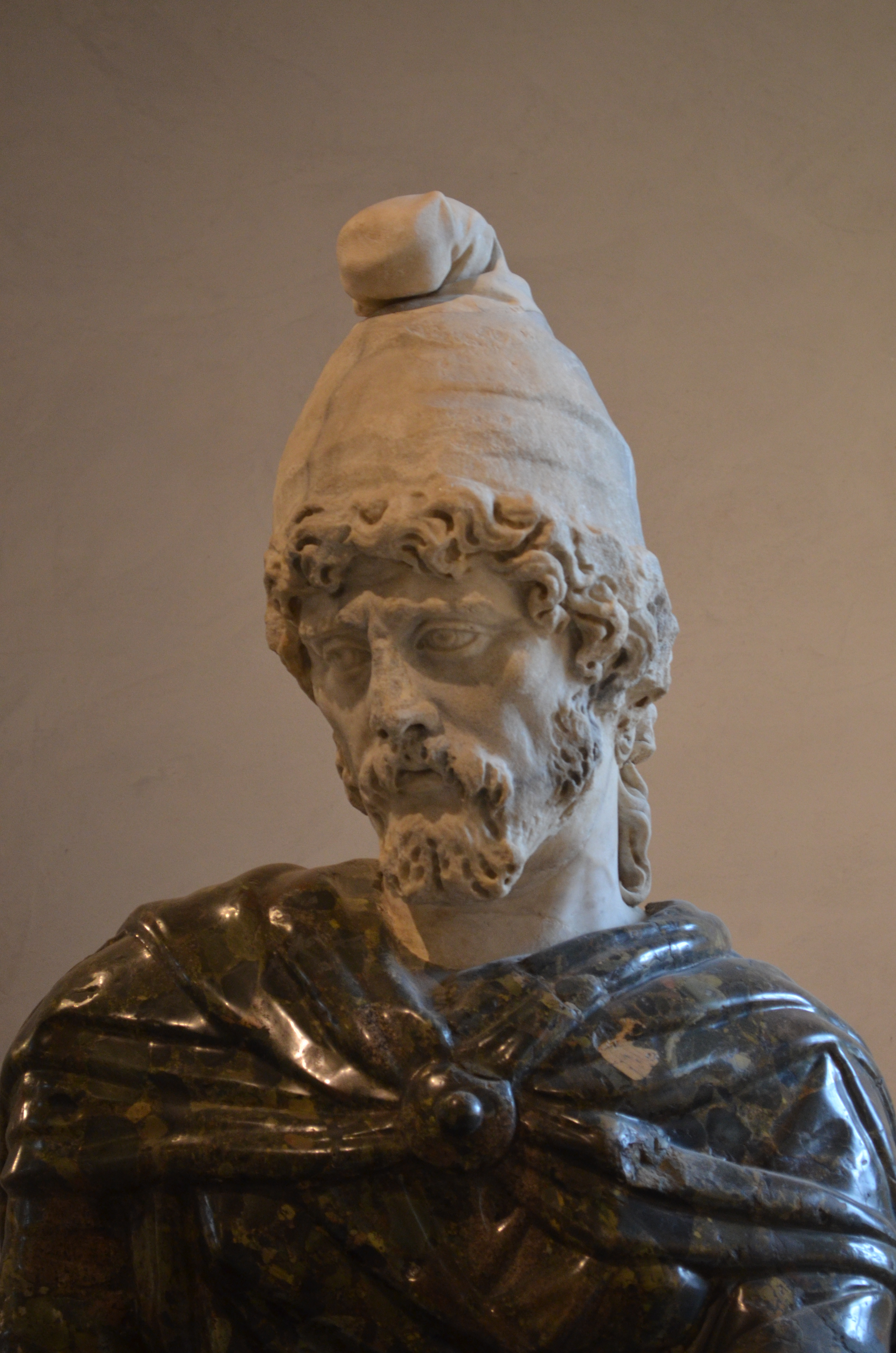
Gevangene met Frygische muts (Romeins standbeeld uit de 2e eeuw)

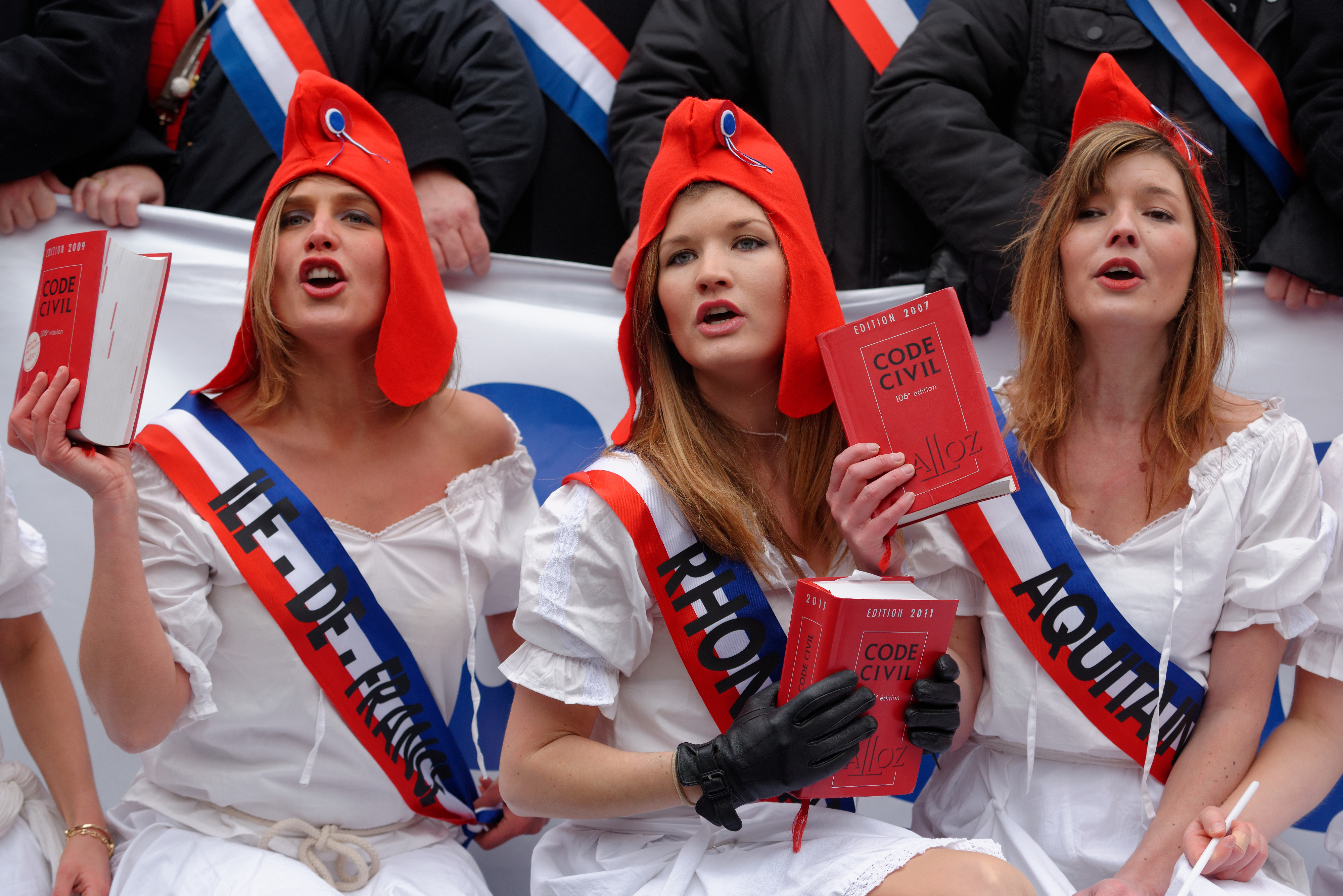
Vrouwen verkleed als Marianne, met Frygische muts

De Frygische muts is een zacht kegelvormig hoofddeksel waarvan de top naar voren wijst en weer wat naar beneden valt. De muts was het kenmerk van de inwoners van Frygië (Klein-Azië) en werd volgens de legende voor het eerst gedragen door hun koning Midas om de ezelsoren, die hij als straf voor zijn domheid van de goden had gekregen, te verbergen.

## De muts in verschillende culturen
Later werd de Frygische muts kenmerkend voor de Iraniërs en Thraciërs. De Perzische heros Mithras, die men ook in het Romeinse Rijk vereerde, werd altijd met een dergelijke muts afgebeeld. Op vroege afbeeldingen zijn de Bijbelse Drie Koningen vaak met een Frygische muts te zien. Dit kan erop wijzen dat ze in de beleving van de kunstenaar uit Perzië zouden zijn gekomen. Aan het dragen van een broek en muts werden Oosterlingen herkend.
De oude Grieken zagen de Frygische muts - net als de broek - als typisch voor barbaren (niet-Grieken) en beeldden hen steevast af met een Frygische muts. De (door de Grieken als barbaren beschouwde) Macedoniërs namen de muts over van de Thraciërs en droegen die bij hun veldtochten onder Alexander de Grote naar Bactrië.
De Frygische muts werd in het Romeinse Rijk gedragen door vrijgelaten slaven en hun nakomelingen. Dit wordt vaak gezien als de oorsprong van het gebruik van de muts als symbool van de vrijheid.
In de middeleeuwen dook de muts weer op bij de Noormannen en de Byzantijnen en gold ook als typisch voor de Saksen en Angelsaksen. Ook Napolitaanse zeelieden droegen de Frygische muts.
Het hoofddeksel werd in de moderne tijd gedragen door de jakobijnen, en als symbool van vrijheid in de Amerikaanse Onafhankelijkheidsoorlog en de Franse Revolutie. Tot op de dag van vandaag wordt het nationale symbool van Frankrijk, Marianne, afgebeeld met een Frygische muts. De muts was het symbool van het ooit tot slavernij (aan het feodale systeem) vervallen Franse volk, dat zijn banden had afgeschud en nu vrij was.

## Varia
- De camauro is aan de Frygische muts verwant.
- Tegenwoordig is de muts vooral bekend als hoofddeksel van de Smurfen en (in Duitsland) van de Mainzelmännchen.
- Ook de Nederlandse Maagd wordt wel met een op de Frygische muts gebaseerde vrijheidshoed afgebeeld.
- Ook de Saci, een figuur uit de Braziliaanse folklore, draagt een Frygische muts.
- In het wapen en de vlag van Haïti is als teken van de slavenopstand (1804) een Frygische muts afgebeeld, in de vlagkleuren rood en blauw (de Franse vlag zonder het witte vlagdeel, de blanke overheersers).
- ook op het wapen van Cuba, onder andere aanwezig op munten en bankbiljetten, vindt men de Frygische muts met verwijzing naar de onafhankelijkheidsoorlog van Cuba met de kolonisator Spanje aan einde 19de eeuw.

## Galerij

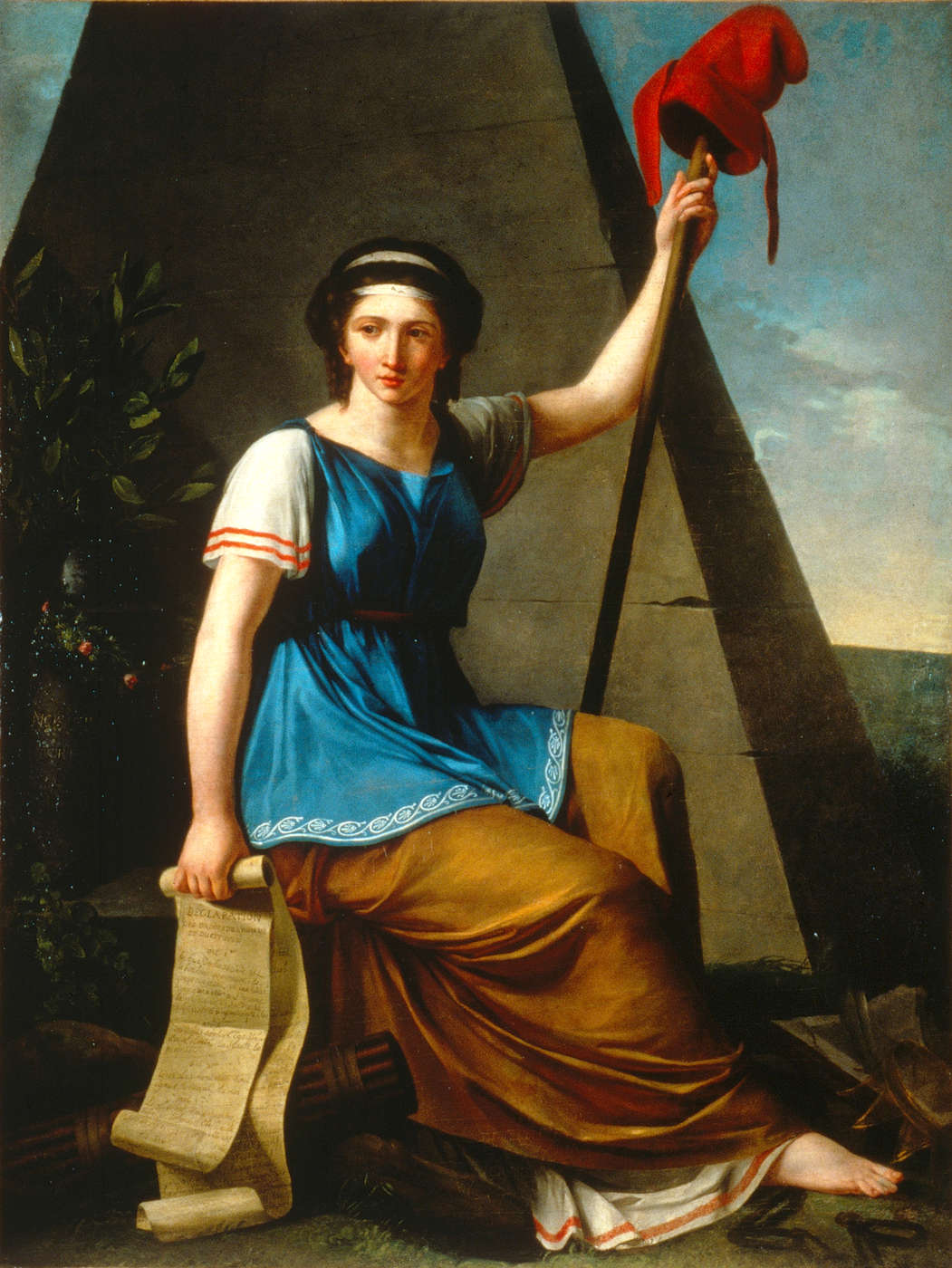
Allegorie op de Franse Revolutie door Mme. Vallain
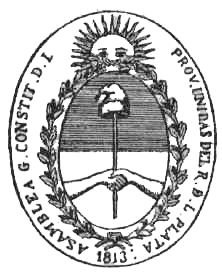
Wapen van Argentinië (1813)
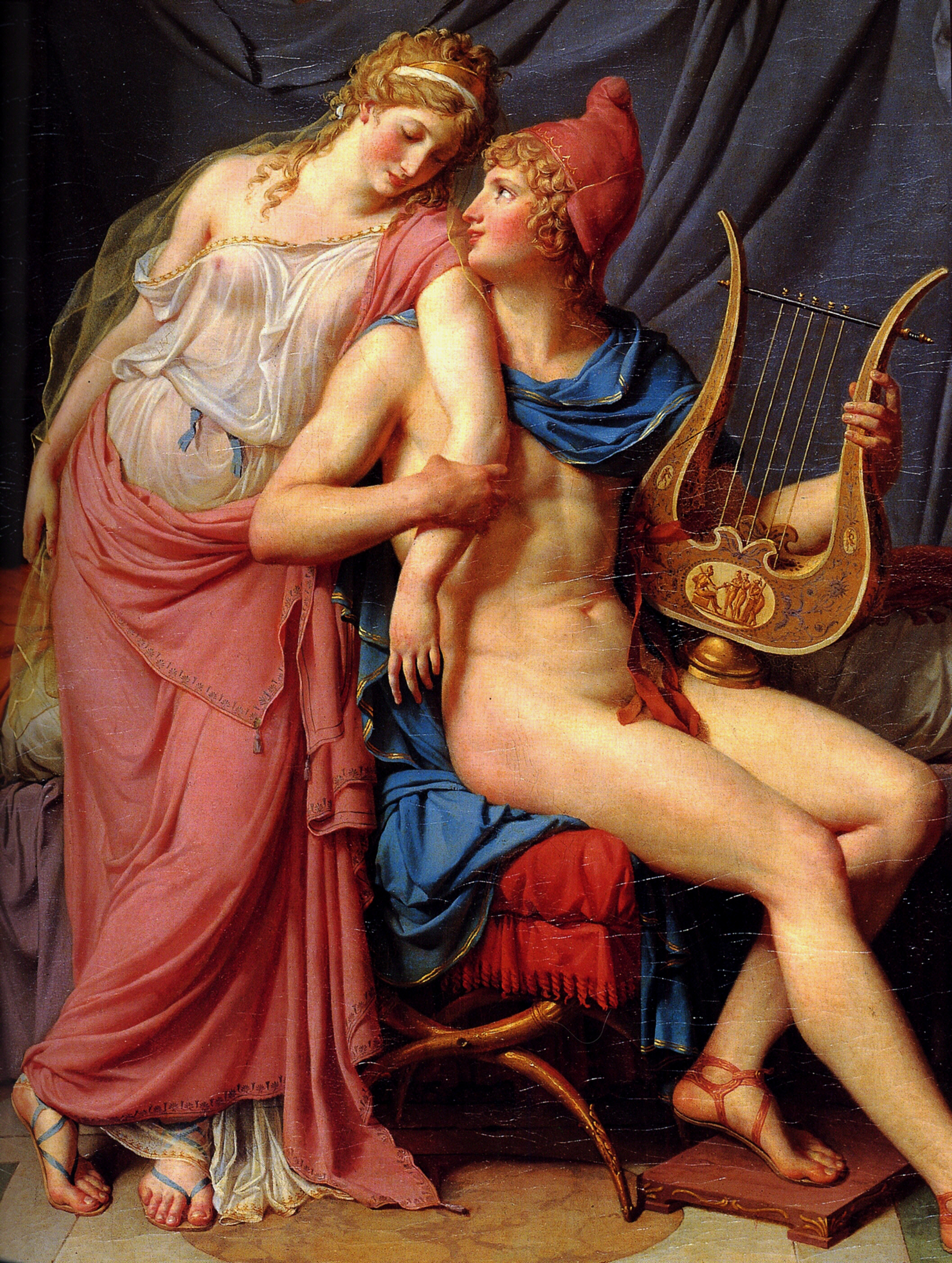
Paris en Helena